# Maria Diți-Diaconescu
Maria Diaconescu z domu Diți (ur. 16 listopada 1937 w Kimpulungu Mołdawskim) – rumuńska lekkoatletka, która specjalizowała się w rzucie oszczepem.
Dwukrotna uczestniczka igrzysk olimpijskich – Rzym 1960 (10. miejsce) oraz Tokio 1964 (6. miejsce). W 1962 roku wywalczyła srebrny krążek mistrzostw Europy. Wicemistrzyni uniwersjady, która w 1961 roku odbyła się w Sofii. Rekord życiowy: 56,64 (1961).